# La inestabilitat de l'amor
La inestabilitat de l'amor, JW IV/4 (en txec Nestálost lásky), és un coral per a cor de veus masculines compost per Leoš Janáček i estrenat el 9 de novembre de 1873 per la societat coral Svatopluk de Brno, dirigida pel mateix Leoš Janáček.
La va acabar el 23 d'octubre de 1873 per l'associació coral masculina Svatopluk de Brno, fundada el 1868, que Janáček va dirigir de 1873 a 1876 i per la qual va escriure vuit cors masculins. Hi ha un enregistrament fet el 1973 pel Cor de la Filharmònica de Praga, dirigits per Josef Veselka.
Compost sobre un text popular de Moràvia: la lletra dels compassos 27 al 58 la va tornar a utilitzar dotze anys més tard en el cor masculí Oh, Amor (O, lásko) JW IV/17, però amb música diferent.